# Giovani turchi (Italia)

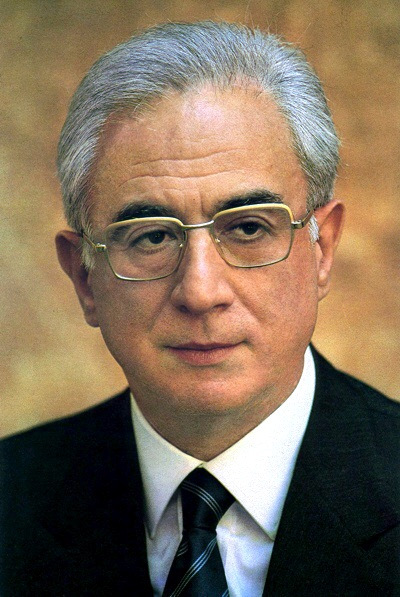
Francesco Cossiga, capofila dei Giovani turchi sardi

La denominazione collettiva di Giovani turchi fu coniata dalla giornalista Egle Monti per descrivere quel movimento di giovani politici sardi che, il 19 marzo 1956, compirono un exploit vincendo inaspettatamente le elezioni per il direttivo provinciale sassarese della Democrazia Cristiana. Il nome era un riferimento al movimento giovanile dei Giovani Turchi che portò istanze radicali di cambiamento e rinnovamento nell'Impero ottomano a inizio Novecento.
I principali esponenti di questo rinnovamento, capeggiato da Francesco Cossiga, furono Antonio Giagu De Martini, Pietro Soddu, Paolo Dettori, Michele Corda, Pietro Pala, Angelo Solinas, Sebastiano Cabizza, Piero Are, Mario Dedola e Giuseppe Pisanu; diverranno tutti politici di primo piano a livello regionale e nazionale.
La stessa espressione è stata utilizzata in un blog per indicare una delle correnti del Partito Democratico, Rifare l'Italia, che nel 2013 ha portato nel Parlamento un gruppo di giovani deputati dello stesso partito che ha contribuito al rinnovamento della rappresentanza parlamentare.

## Il contesto

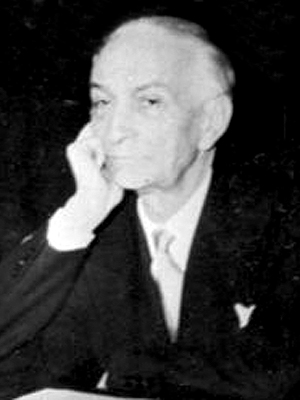
Antonio Segni, all'epoca Presidente del Consiglio

Al tempo era saldamente a capo della Democrazia Cristiana locale Antonio Nino Campus, uomo fedele e cugino di Antonio Segni; Campus sarà estromesso dalla rivoluzione bianca dei giovani turchi, che emarginò la generazione dei "reduci", e mai più ricandidato.
Erano gli anni in cui arrivò a maturazione l'impegno dell'arcivescovo Arcangelo Mazzotti, prodigatosi da decenni nel rinnovamento del cattolicesimo locale. L'attività di formazione giovanile nelle strutture associative cattoliche portò al consolidamento della DC locale all'uscita dal fascismo, durante il quale era stato il punto di riferimento per gli ex esponenti popolari, ed alla nascita nuova classe dirigente sarda, sia con i "giovani turchi" che con altri esponenti come Arturo Parisi. In questo compito affiancarono Mazzotti il parroco di San Giuseppe Giovanni Masia, ed il giovane segretario Enea Selis, a cui fecero riferimento fino al 1956 i giovani democratici cristiani, raccoltisi politicamente attorno a Francesco Cossiga. La volontà di cambiamento di quella generazione venne così descritta da Pietrino Soddu:
«Le esigenze di un rinnovamento erano molto diffuse, si avvertiva la crisi di una concezione del partito e della gestione della cosa pubblica basata solo sul prestigio personale e su una clientela tradizionale e familiare. Anche in Sardegna era sorta l'esigenza di una concezione della politica come impegno più vasto e più profondo ed il partito veniva indicato come scuola e fucina della classe dirigente. Un partito soprattutto organizzato, democratico all'interno, pervaso di nuova moralità, che si sentiva investito del compito storico di cambiare la società.»
Sul piano politico i riferimenti privilegiati furono Fanfani e la sinistra sociale di Dossetti e Lazzati, facendosi proponenti di una «linea politica rinnovata, più sensibile ai problemi che la ricostruzione e le trasformazioni sociali avevano posto»; all'estero guardavano al cattolicesimo moderato francese ed al New Deal di Roosevelt. Nel 1955 Giagu aveva fondato la rivista "Cronache dalla Sardegna" in cui «esprimere le motivazioni della prossima rivoluzione».

## Gli avvenimenti secondo Cossiga

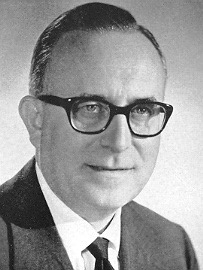
Rumor

Secondo Cossiga, un sostegno decisivo venne da Mariano Rumor, che ricorda così:
«Non so se per lui sia stato un merito o una colpa, ma la mia carriera politica è dovuta a lui quando era vice segretario del partito. Lo invitammo a Sassari in Sardegna mentre eravamo in rotta di collisione con vecchi personaggi che non concedevano alcuna libertà. Ci esortò a resistere.»
Sicuro del proprio potere, Campus aveva presentato due liste per le elezioni provinciali, in modo da assicurarsi anche la minoranza interna. Nonostante l'impegno capillare dei giovani dell'opposizione, sezione per sezione, in ogni paese della provincia, tutto faceva propendere per la rassegnazione, e Cossiga tornò a casa prima della fine dello spoglio dei voti; a scrutinio ultimato lo raggiunse Giagu per comunicargli «Cappotto!» contro la dirigenza. Cossiga divenne segretario provinciale dello scudo crociato, a capo di giovani nati tutti fra il '25 ed il '30, che poterono subito esprimere nella Giunta Regionale Dettori come Assessore al Lavoro ed alla Pubblica Istruzione. Nel 1958, non ancora trentenne, Cossiga fu quindi eletto deputato alla Camera.
A livello regionale si saldò l'alleanza col gruppo dei "Giamburrasca" di Gianuario Carta, Gianoglio, Floris e Angelo Rojch a Nuoro,  e col gruppo cagliaritano legato ad Efisio Corrias, seppure in posizioni secondarie rispetto all'egemonia sassarese. Il successo dei "Giovani turchi" si manifestò in una serie di profondi mutamenti nella politica regionale con l'obiettivo di uno sviluppo economico accelerato, con le iniziative dell'apertura a sinistra, del Piano di Rinascita e dell'industrializzazione dell'isola. L'unità d'intenti resse fino al 1969, quando terminò l'unità politica nel partito e nello stesso gruppo sassarese, con Cossiga e Giagu vicini alla "Sinistra di base", mentre Dettori e Soddu ai morotei; le divisioni coincisero anche con le nuove esperienze d'impegno politico a livello nazionale.

## La visione recente di Soddu

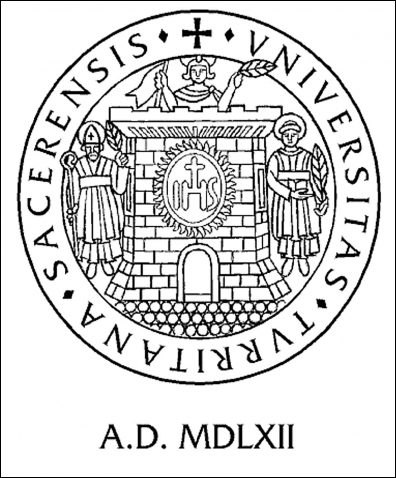
Stemma dell'ateneo.

Il 15 dicembre 2005, nell'occasione del conferimento a Cossiga della laurea honoris causa in Scienze della comunicazione all'Università di Sassari, Soddu ricorderà come questo risultato ed i successivi sviluppi fossero ascrivibili al particolarissimo carattere cittadino:
«È stato ed è un grande uomo politico - sostiene Soddu -, la Sardegna ha avuto grandi uomini politici anche se la loro azione non è riuscita a determinare una svolta e problemi antichi sono rimasti irrisolti. Non so esattamente quali siano i sentimenti di Cossiga nei confronti della città e viceversa, io sono goceanino e quindi ancora non capisco certe logiche sassaresi. Questa città ha un codice genetico anti-autorità, non riconosce le gerarchie, ostenta indifferenza per il potere, figuriamoci per i potenti. E Cossiga, anche se io non sono rancoroso e in questo mi differenzio da lui, potente lo è stato e in politica ha fatto anche delle cose feroci. Ora deve restare sulla scena, mi rendo conto che non è facile.»
A titolo di esempio, durante la discesa dei candelieri è abitudine secolare che il sindaco di Sassari si sottoponga per tutta la durata del corteo all'approvazione o alla disapprovazione popolare, senza potersi o volersi esimere qualunque sia l'accoglienza ricevuta.